# Elger (Mondkrater)
Elger ist ein Einschlagkrater im Südwesten der Mondvorderseite am Rand des Palus Epidemiarum, westlich des Kraters Capuanus und südöstlich von Ramsden.
Der Krater ist stark erodiert und das Innere uneben.
| Buchstabe | Position           | Durchmesser | Link |
| --------- | ------------------ | ----------- | ---- |
| A         | 37,36° S, 31,3° W  | 8 km        |      |
| B         | 37,11° S, 32,18° W | 9 km        |      |

Der Krater wurde 1935 von der IAU nach dem britischen Astronomen Thomas Gwyn Elger offiziell benannt.